# Кланаць (Госпич)
44°38′ пн. ш. 15°17′ сх. д. / 44.63° пн. ш. 15.29° сх. д.
Кланаць (хорв. Klanac) — населений пункт у Хорватії, у Лицько-Сенській жупанії у складі міста Госпич.

## Населення
Населення за даними перепису 2011 року становило 100 осіб.
Динаміка чисельності населення поселення:

## Клімат
Середня річна температура становить 8,79 °C, середня максимальна – 22,96 °C, а середня мінімальна – -7,30 °C. Середня річна кількість опадів – 1206 мм.
| Клімат поселення                              | Клімат поселення | Клімат поселення | Клімат поселення | Клімат поселення | Клімат поселення | Клімат поселення | Клімат поселення | Клімат поселення | Клімат поселення | Клімат поселення | Клімат поселення | Клімат поселення | Клімат поселення |
| Показник                                      | Січ.             | Лют.             | Бер.             | Квіт.            | Трав.            | Черв.            | Лип.             | Серп.            | Вер.             | Жовт.            | Лист.            | Груд.            |                  |
| Середній максимум, °C                         | 5,67             | 7,10             | 10,68            | 14,68            | 19,34            | 22,64            | 22,96            | 22,65            | 18,53            | 14,14            | 8,80             | 4,98             |                  |
| Середня температура, °C                       | −0,8             | 0,61             | 4,20             | 8,19             | 12,84            | 16,14            | 18,34            | 18,02            | 13,89            | 9,51             | 4,16             | 0,34             |                  |
| Середній мінімум, °C                          | −7,3             | −5,9             | −2,28            | 1,71             | 6,34             | 9,64             | 13,70            | 13,40            | 9,26             | 4,88             | −0,47            | −4,3             |                  |
| Норма опадів, мм                              | 92               | 89               | 89               | 94               | 84               | 83               | 52               | 73               | 124              | 141              | 159              | 126              |                  |
| Середньомісячна швидкість вітру, м/с          | 2.36             | 2.49             | 2.70             | 2.61             | 2.40             | 2.20             | 2.18             | 2.09             | 2.19             | 2.32             | 2.61             | 2.61             |                  |
| Середньомісячна сонячна радіація, кДж/м²·день | 4528             | 7285             | 10676            | 15244            | 19427            | 21359            | 23268            | 19965            | 14670            | 9268             | 4873             | 3793             |                  |
| --------------------------------------------- | ---------------- | ---------------- | ---------------- | ---------------- | ---------------- | ---------------- | ---------------- | ---------------- | ---------------- | ---------------- | ---------------- | ---------------- | ---------------- |
| Джерело:                                      |                  |                  |                  |                  |                  |                  |                  |                  |                  |                  |                  |                  |                  |

## Відомі особистості
В поселенні народився:
- Шиме Старчевич (1784—1859) — відомий хорватський священик та лінгвіст.